# Sara Van de Vel
Sara Van de Vel (Lint, 6 augustus 1994) is een Belgisch triatlete en wielrenster. Vanaf 2021 rijdt ze voor Team Rupelcleaning, dat in 2022 verder ging als Illi Bikes Cycling Team.
Van de Vel maakte in 2014 de overstap van de atletiek naar de triatlon. In 2019 won ze het Belgisch kampioenschap halve triatlon in Geraardsbergen. Vanaf 2020 is ze zich beginnen focussen op het wegwielrennen. In haar eerste seizoen als wielrenster werd ze tweede op het Belgisch kampioenschap tijdrijden 2020 en mocht ze starten op het Europees- en wereldkampioenschap, waar ze respectievelijk als 22e en 33e eindigde.

## Palmares

### Wielrennen
2020
 Belgisch kampioenschap tijdrijden
2021
Binche-Chimay-Binche

### Triatlon
2015
 Belgisch kampioenschap sprint triatlon, Chièvres
2016
 Belgisch kampioenschap kwarttriatlon, Izegem
2019
 Belgisch kampioenschap halve triatlon, Geraardsbergen
 Ironman 70.3 Barcelona (Spanje)
 Ironman 70.3 Cozumel (Mexico)

## Ploegen
- 2023 –  Fenix-Deceuninck Development Team